# وليام توماس
وليام توماس، من مواليد 1946، مدرب كرة قدم بلجيكي.
درب نادي السالمية في موسم 1999/2000 وحقق معهم لقب الدوري الكويتي 1999/2000، وفي عام 2009 عاد إلى تدريبهم مرة أخرى.